# 小坂インターチェンジ
小坂インターチェンジ（こさかインターチェンジ）は、秋田県鹿角郡小坂町小坂にある、東北自動車道のインターチェンジ。小坂バスストップを併設する。

## 概要
当ICは小坂町市街地から約2kmの山の中腹にある。当ICの出口には秋田県立小坂高等学校があり、高速バスバスストップと路線バス停留所を兼用する小坂高校前バス停留所を設置している。
接続する秋田県道2号大館十和田湖線は、通称・樹海ラインと呼ばれ、大館市から十和田湖を最短距離で結び、十和田湖方面へは十和田ICよりも十和田湖に近い最寄のICである。大館市方面へは、盛岡市方面から十和田ICを、青森市方面からは碇ヶ関ICを利用する場合と比べて、時間と距離が多くかかるので最寄ICにはなっていない。

## 道路

### 本線
- E4 東北自動車道（49-1番）

### 接続する道路
- 秋田県道2号大館十和田湖線

## 沿革
- 1990年（平成2年）10月12日 : 供用開始

## 料金所
- ブース数：4

### 入口
- ブース数：2
  - ETC専用：1
  - 一般：1

### 出口
- ブース数：2
  - ETC専用：1
  - 一般：1

## 周辺
- 十和田湖

### 近隣の停留所

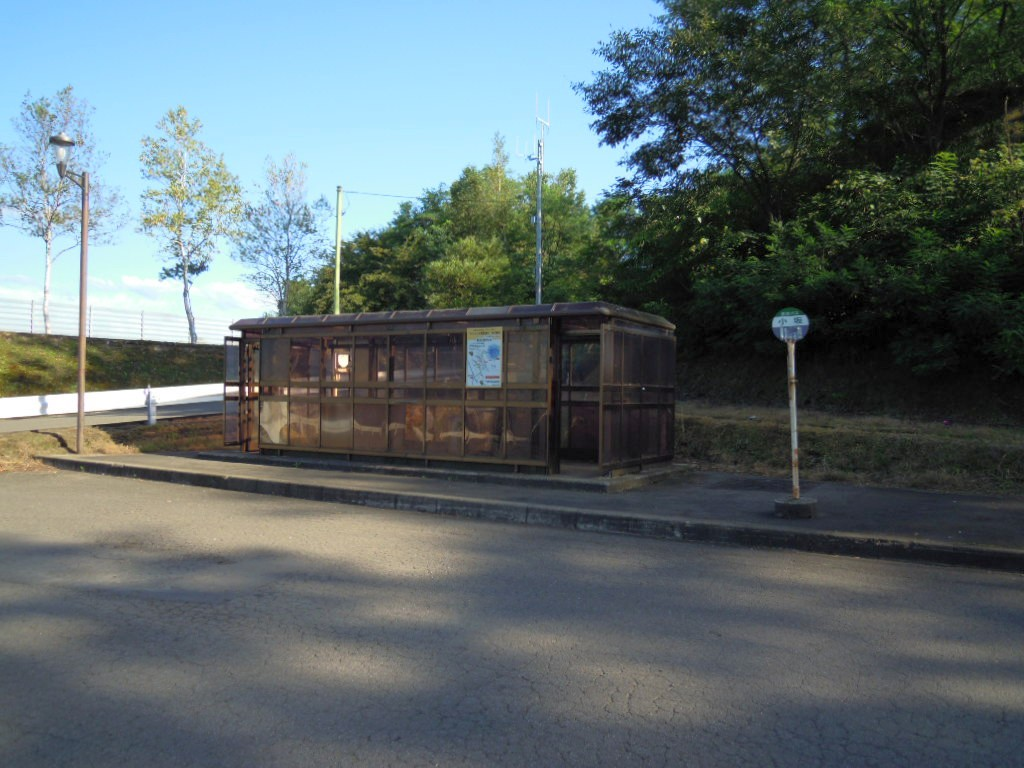
待合室

IC外の県道2号沿いに停留所が設置されている。停留所名は高速バスが小坂インター、一般路線バスが小坂インター入口。かつてはいずれも小坂高校前を名乗っていたが、秋田県立小坂高等学校の閉校に伴い2024年4月1日より現名称に変更された。
- 高速バス

| 路線名                           | 経由地                           | 行先   |
| -------------------------------- | -------------------------------- | ------ |
| あすなろ号 弘南バス 岩手県北バス | 花輪                             | 盛岡駅 |
| あすなろ号 弘南バス 岩手県北バス | 碇ヶ関・牡丹平・羽黒平・青森大野 | 青森駅 |

- 路線バス（秋北バス）
  - 小坂行き（小坂操車場）
  - 鳳鳴高校前（大館駅・大館市立総合病院方面）行き

## 隣
E4 東北自動車道
(49) 十和田IC - (49-1) 小坂IC - 小坂PA - (49-2) 小坂JCT - (50) 碇ヶ関IC